# Coppa Italia 2018-2019
La Coppa Italia 2018-2019, denominata a partire dalle semifinali di ritorno TIM Cup per motivi di sponsorizzazione, è stata la 72ª edizione della manifestazione calcistica. È iniziata il 28 luglio 2018 e si è conclusa il 15 maggio 2019.
Il torneo è stato vinto dalla Lazio, al settimo successo nella manifestazione. In finale i biancocelesti hanno sconfitto l'Atalanta per 2-0 conquistando l'accesso alla fase a gironi della UEFA Europa League 2019-2020.

## Novità
A partire da questa stagione viene introdotto il sorteggio del campo, dagli ottavi di finale in poi, in caso di sfide tra squadre di Serie A. Inoltre, in caso di tempi supplementari, verrà consentita un'ulteriore sostituzione per le squadre, come già avvenuto nel campionato mondiale 2018. Sono confermati l'utilizzo dei sistemi Goal Line Technology (GLT) e Video Assistant Referee (VAR) a partire dagli ottavi di finale.

## Formula

### Squadre partecipanti
La formula della manifestazione, alla quale partecipano 78 società (20 di Serie A, 19 di Serie B, 31 di Serie C e 8 di Serie D), è la stessa delle dieci precedenti edizioni e la fase del torneo in cui esse esordiranno dipende dal campionato militante nella medesima stagione.

### Passaggio del turno
La competizione è interamente ad eliminazione diretta. Con eccezione delle semifinali, tutti i turni si svolgono in gara unica costituiti da eventuali tempi supplementari e tiri di rigore. Invece le semifinali saranno disputate con gare di andata e ritorno col meccanismo delle coppe europee e cioè: in caso di pareggio al termine della partita di ritorno, a passare il turno è la squadra che ha segnato il maggior numero complessivo di reti nelle due partite; in caso di parità nelle reti complessive, passa chi ha realizzato il maggior numero di reti in trasferta; in caso di parità anche nei gol segnati fuori casa, si procede con i tempi supplementari (dove si terrà ancora conto della regola dei gol in trasferta) ed eventualmente ai tiri di rigore (dove, invece, gol in casa e in trasferta hanno lo stesso valore).

### Numero di tabellone
Il sorteggio del tabellone è effettuato all'interno della propria fascia di ranking e a ciascuna squadra è assegnato un numero per sorteggio.

### Fattore campo
Nei quattro turni preliminari usufruisce del fattore campo la squadra con il numero di tabellone più basso. Dagli ottavi di finale in poi si applica il medesimo principio, ma è fatta eccezione per gli scontri tra una squadra di Serie A "testa di serie" (ossia una delle prime otto classificate nell'edizione precedente di Serie A e quindi ammessa di diritto agli ottavi di finale) e una squadra di Serie A "non testa di serie" (cioè una che si è classificata tra il 9º e il 17º posto nel campionato di Serie A della stagione precedente oppure una che è stata promossa dalla Serie B ugualmente riferendosi alla passata stagione calcistica): in questo caso si procede a un nuovo sorteggio per determinare chi gioca in casa la gara unica per ottavi e quarti di finale oppure la partita di ritorno per le semifinali.

### Inversione di campo
Per i quarti di finale e per le semifinali, in caso di concomitanza di gare casalinghe per squadre che giocano sullo stesso campo, le partite si disputano in giornate differenti oppure viene automaticamente disposta un'inversione di campo (quindi ignorando il numero di tabellone o l'eventuale sorteggio effettuato) privilegiando:
1) la squadra detentrice del trofeo;
2) qualora nessuna delle squadre in questione detenga il torneo, la squadra che partecipa a un campionato di categoria superiore nella stagione omonima;
3) qualora le squadre in questione partecipino allo stesso campionato nella stagione omonima e nessuna di esse detenga il torneo, la squadra con il piazzamento migliore nel campionato della stagione precedente. 
Agli ottavi di finale non viene applicata questa regola in quanto le partite vengono disputate in giorni solari diversi.

### Articolazione del torneo
|                                         | Squadre che entrano in questo turno | Squadre qualificate dal turno precedente     |
| --------------------------------------- | --- | -------------------------------------------- |
| Primo turno eliminatorio (36 squadre)   | - 28 squadre di Serie C (18 di esse sono designate "teste di serie" del primo turno e vengono loro attribuiti i numeri di tabellone dal 43 al 60) - 1 squadra retrocessa dalla Serie B 2017-2018 - 9 squadre dal girone A della Serie C 2017-2018 (dal 2º al 10º posto, comprese le due finaliste di Coppa Italia Serie C 2017-2018) - 9 squadre dal girone B della Serie C 2017-2018 (dal 2º all'11º posto) - 8 squadre dal girone C della Serie C 2017-2018 (dal 2º al 9º posto) - 1 squadra ripescata dalla Serie D 2017-2018 - 8 squadre di Serie D - Seconde classificate dei gironi del campionato di Serie D 2017-2018 |                                              |
| Secondo turno eliminatorio (40 squadre) | - 19 squadre di Serie B (tutte designate teste di serie del secondo turno con attribuzione di numeri di tabellone dal 21 al 40) - 3 squadre retrocesse dalla Serie A 2017-2018 - 12 squadre dalla Serie B 2017-2018 (dal 4º al 15º posto) - 4 squadre promosse dalla Serie C 2017-2018 - 3 squadre di Serie C (di cui una designata testa di serie con attribuzione di numero di tabellone dal 21 al 40, mentre alle altre due sono attribuiti i numeri 41 e 42) - 3 squadre retrocesse dalla Serie B 2017-2018 (dal 19º al 21º posto)                                                                                        | - 18 vincenti del primo turno eliminatorio   |
| Terzo turno eliminatorio (32 squadre)   | - 12 squadre di Serie A (cui sono attribuiti i numeri di tabellone dal 9 al 20) - 9 squadre dalla Serie A 2017-2018 (dal 9º al 17º posto) - 3 squadre promosse dalla Serie B 2017-2018 | - 20 vincenti del secondo turno eliminatorio |
| Quarto turno (16 squadre)               | | - 16 vincenti del terzo turno eliminatorio   |
| Fase finale (16 squadre)                | - 8 squadre di Serie A con numero 1-8 - 8 squadre dalla Serie A 2017-2018 (dal 1º all'8º posto) | - 8 vincenti del quarto turno                |

## Date
Le date dei turni della Coppa Italia 2018-2019 sono state comunicate il 18 giugno 2018. Il sorteggio del tabellone è stato effettuato il 20 luglio 2018 alle ore 19:00 CEST, nella "sala Assemblea" della sede della Lega Serie A a Milano.
| Fase              | Turno            | Sorteggio tabellone                  | Sorteggi fasi eliminatorie            | Andata                | Ritorno               |
| ----------------- | ---------------- | ------------------------------------ | ------------------------------------- | --------------------- | --------------------- |
| Turni eliminatori | 1º turno         | 20 luglio 2018 ore 19:00 CEST Milano | Nessun sorteggio                      | 28-29 luglio 2018     | 28-29 luglio 2018     |
| Turni eliminatori | 2º turno         | 20 luglio 2018 ore 19:00 CEST Milano | Nessun sorteggio                      | 4-5-7 agosto 2018     | 4-5-7 agosto 2018     |
| Turni eliminatori | 3º turno         | 20 luglio 2018 ore 19:00 CEST Milano | Nessun sorteggio                      | 11-12 agosto 2018     | 11-12 agosto 2018     |
| Turni eliminatori | 4º turno         | 20 luglio 2018 ore 19:00 CEST Milano | Nessun sorteggio                      | 4-5-6 dicembre 2018   | 4-5-6 dicembre 2018   |
| Fase finale       | Ottavi di finale | 20 luglio 2018 ore 19:00 CEST Milano | 10 dicembre 2018 ore 15:00 CET Milano | 12-13-14 gennaio 2019 | 12-13-14 gennaio 2019 |
| Fase finale       | Quarti di finale | 20 luglio 2018 ore 19:00 CEST Milano | Nessun sorteggio                      | 29-30-31 gennaio 2019 | 29-30-31 gennaio 2019 |
| Fase finale       | Semifinali       | 20 luglio 2018 ore 19:00 CEST Milano | Nessun sorteggio                      | 26-27 febbraio 2019   | 24-25 aprile 2019     |
| Fase finale       | Finale           | 20 luglio 2018 ore 19:00 CEST Milano | Nessun sorteggio                      | 15 maggio 2019        | 15 maggio 2019        |

## Squadre
| Squadre    | Rank    |
| Serie A    | Serie A |
| ---------- | ------- |
| Milan      | 1       |
| Atalanta   | 2       |
| Fiorentina | 3       |
| Inter      | 4       |
| Lazio      | 5       |
| Roma       | 6       |
| Juventus   | 7       |
| Napoli     | 8       |

| Squadre   | Rank    |
| Serie A   | Serie A |
| --------- | ------- |
| Sassuolo  | 9       |
| Bologna   | 10      |
| Genoa     | 11      |
| Parma     | 12      |
| Empoli    | 13      |
| Torino    | 14      |
| Chievo    | 15      |
| Sampdoria | 16      |
| SPAL      | 17      |
| Cagliari  | 18      |
| Frosinone | 19      |
| Udinese   | 20      |

| Squadre        | Rank    |
| Serie B        | Serie B |
| -------------- | ------- |
| Benevento      | 21      |
| Venezia        | 22      |
| Palermo        | 23      |
| Spezia         | 24      |
| Ascoli         | 25      |
| Pescara        | 26      |
| Cosenza        | 27      |
| Cittadella     | 28      |
| Cremonese      | 29      |
| Lecce          | 30      |
| Padova         | 31      |
| Carpi          | 32      |
| Foggia         | 33      |
| Verona         | 34      |
| Livorno        | 35      |
| Crotone        | 36      |
| Virtus Entella | 37      |
| Salernitana    | 38      |
| Brescia        | 39      |
| Perugia        | 40      |
| Novara         | 41      |
| Pro Vercelli   | 42      |

| Squadre             | Rank    |
| Serie C             | Serie C |
| ------------------- | ------- |
| Renate              | 43      |
| Siena               | 44      |
| Alessandria         | 45      |
| Casertana           | 46      |
| Juve Stabia         | 47      |
| Catania             | 48      |
| Ternana             | 49      |
| Monza               | 50      |
| Feralpisalò         | 51      |
| Pisa                | 52      |
| Monopoli            | 53      |
| Trapani             | 54      |
| AlbinoLeffe         | 55      |
| Viterbese Castrense | 56      |
| Sambenedettese      | 57      |
| Vicenza             | 58      |
| Südtirol            | 59      |
| Carrarese           | 60      |
| Rende               | 65      |
| Pordenone           | 66      |
| Piacenza            | 68      |
| Triestina           | 69      |
| Virtus Francavilla  | 70      |
| Pontedera           | 72      |
| Pistoiese           | 74      |
| Giana Erminio       | 76      |
| Sicula Leonzio      | 77      |

| Squadre        | Rank    |
| Serie D        | Serie D |
| -------------- | ------- |
| Imolese        | 61      |
| Albalonga      | 62      |
| Chieri         | 63      |
| Unione Sanremo | 64      |
| Campodarsego   | 67      |
| Matelica       | 71      |
| Como           | 73      |
| AZ Picerno     | 75      |
| Rezzato        | 78      |

## Partite

### Turni eliminatori

#### Primo turno
| Squadra 1           | Risultato       | Squadra 2          |
| ------------------- | --------------- | ------------------ |
| Viterbese Castrense | 1 - 0           | Rende              |
| Sambenedettese      | 1 - 0           | Unione Sanremo     |
| Ternana             | 1 - 1 (4-2 dtr) | Pontedera          |
| Catania             | 3 - 0           | Como               |
| Juve Stabia         | 1 - 0           | Pistoiese          |
| Pisa                | 2 - 2 (5-3 dtr) | Triestina          |
| Monopoli            | 1 - 1 (5-3 dtr) | Piacenza           |
| Carrarese           | 0 - 1           | Imolese            |
| Trapani             | 1 - 0           | Campodarsego       |
| Südtirol            | 2 - 1           | Albalonga          |
| Feralpisalò         | 2 - 0           | Virtus Francavilla |
| Siena               | 2 - 0           | Sicula Leonzio     |
| Renate              | 0 - 2           | Rezzato            |
| Monza               | 1 - 0           | Matelica           |
| Casertana           | 2 - 0           | AZ Picerno         |
| Alessandria         | 0 - 1           | Giana Erminio      |
| AlbinoLeffe         | 0 - 1           | Pordenone          |
| Vicenza             | 2 - 1           | Chieri             |

#### Secondo turno
| Squadra 1      | Risultato       | Squadra 2           |
| -------------- | --------------- | ------------------- |
| Ascoli         | 0 - 4           | Viterbese Castrense |
| Spezia         | 2 - 1           | Sambenedettese      |
| Carpi          | 0 - 2           | Ternana             |
| Foggia         | 1 - 3           | Catania             |
| Verona         | 4 - 1           | Juve Stabia         |
| Cremonese      | 3 - 3 (2-4 dtr) | Pisa                |
| Brescia        | 1 - 1 (4-1 dtr) | Pro Vercelli        |
| Perugia        | 1 - 3           | Novara              |
| Cittadella     | 1 - 0           | Monopoli            |
| Benevento      | 3 - 1           | Imolese             |
| Trapani        | 1 - 2 (dts)     | Cosenza             |
| Venezia        | 0 - 1           | Südtirol            |
| Lecce          | 1 - 0 (dts)     | Feralpisalò         |
| Virtus Entella | 3 - 0           | Siena               |
| Salernitana    | 6 - 1           | Rezzato             |
| Padova         | 1 - 0           | Monza               |
| Livorno        | 1 - 1 (7-6 dtr) | Casertana           |
| Crotone        | 4 - 0           | Giana Erminio       |
| Pescara        | 2 - 2 (4-3 dtr) | Pordenone           |
| Palermo        | 2 - 2 (6-5 dtr) | Vicenza             |

Note
1. ↑  Inversione di campo rispetto all'esito del sorteggio.

#### Terzo turno
| Squadra 1      | Risultato       | Squadra 2           |
| -------------- | --------------- | ------------------- |
| Sampdoria      | 1 - 0           | Viterbese Castrense |
| Spezia         | 0 - 1           | SPAL                |
| Sassuolo       | 5 - 1           | Ternana             |
| Catania        | 2 - 0           | Verona              |
| Parma          | 0 - 1           | Pisa                |
| Brescia        | 2 - 2 (4-5 dtr) | Novara              |
| Empoli         | 0 - 3           | Cittadella          |
| Udinese        | 1 - 2 (dts)     | Benevento           |
| Torino         | 4 - 0           | Cosenza             |
| Frosinone      | 0 - 2           | Südtirol            |
| Genoa          | 4 - 0           | Lecce               |
| Virtus Entella | 2 - 0           | Salernitana         |
| Bologna        | 2 - 0           | Padova              |
| Livorno        | 0 - 1           | Crotone             |
| Chievo         | 1 - 0           | Pescara             |
| Cagliari       | 2 - 1           | Palermo             |

Note
1. 1 2  Inversione di campo rispetto all'esito del sorteggio.

#### Quarto turno
| Squadra 1 | Risultato       | Squadra 2      |
| --------- | --------------- | -------------- |
| Sampdoria | 2 - 1           | SPAL           |
| Sassuolo  | 2 - 1           | Catania        |
| Novara    | 3 - 2           | Pisa           |
| Benevento | 1 - 0           | Cittadella     |
| Torino    | 2 - 0           | Südtirol       |
| Genoa     | 3 - 3 (6-7 dtr) | Virtus Entella |
| Bologna   | 3 - 0           | Crotone        |
| Chievo    | 1 - 2           | Cagliari       |

### Fase finale

#### Ottavi di finale
| Squadra 1 | Risultato   | Squadra 2      |
| --------- | ----------- | -------------- |
| Sampdoria | 0 - 2 (dts) | Milan          |
| Napoli    | 2 - 0       | Sassuolo       |
| Lazio     | 4 - 1       | Novara         |
| Inter     | 6 - 2       | Benevento      |
| Torino    | 0 - 2       | Fiorentina     |
| Roma      | 4 - 0       | Virtus Entella |
| Bologna   | 0 - 2       | Juventus       |
| Cagliari  | 0 - 2       | Atalanta       |

#### Quarti di finale
| Squadra 1  | Risultato       | Squadra 2 |
| ---------- | --------------- | --------- |
| Milan      | 2 - 0           | Napoli    |
| Inter      | 1 - 1 (3-4 dtr) | Lazio     |
| Fiorentina | 7 - 1           | Roma      |
| Atalanta   | 3 - 0           | Juventus  |

#### Semifinali
| Squadra 1  | Totale | Squadra 2 | Andata | Ritorno |
| ---------- | ------ | --------- | ------ | ------- |
| Lazio      | 1 - 0  | Milan     | 0 - 0  | 1 - 0   |
| Fiorentina | 4 - 5  | Atalanta  | 3 - 3  | 1 - 2   |

#### Finale
| Arbitro: | Banti (Livorno) |

|  |           |                                 |
|  | Marcatori | 82’ Milinković-Savić 90’ Correa |

| Atalanta | Lazio |

|                      |    |                   |     |     |
|                      |    |                   |     |     |
| P                    | 95 | Pierluigi Gollini |     |     |
| D                    | 5  | Andrea Masiello   | 37’ |     |
| D                    | 6  | José Palomino     |     |     |
| D                    | 19 | Berat Djimsiti    |     |     |
| C                    | 33 | Hans Hateboer     |     |     |
| C                    | 15 | Marten de Roon    |     | 85’ |
| C                    | 11 | Remo Freuler      | 81’ |     |
| C                    | 21 | Timothy Castagne  |     | 84’ |
| A                    | 10 | Alejandro Gómez   |     |     |
| A                    | 72 | Josip Iličić      |     |     |
| A                    | 91 | Duván Zapata      | 41’ | 84’ |
| A disposizione:      |    |                   |     |     |
| P                    | 1  | Etrit Berisha     |     |     |
| P                    | 31 | Francesco Rossi   |     |     |
| D                    | 7  | Arkadiusz Reca    |     |     |
| D                    | 8  | Robin Gosens      |     | 84’ |
| A                    | 17 | Roberto Piccoli   |     |     |
| C                    | 22 | Matteo Pessina    |     |     |
| D                    | 23 | Gianluca Mancini  |     |     |
| D                    | 41 | Roger Ibañez      |     |     |
| C                    | 70 | Andrea Colpani    |     |     |
| D                    | 78 | Enrico Delprato   |     |     |
| C                    | 88 | Mario Pašalić     |     | 85’ |
| A                    | 99 | Musa Barrow       |     | 84’ |
| Allenatore:          |    |                   |     |     |
| Gian Piero Gasperini |    |                   |     |     |

|                 |    |                         |     |     |
|                 |    |                         |     |     |
| P               | 1  | Thomas Strakosha        |     |     |
| D               | 3  | Luiz Felipe             |     |     |
| D               | 33 | Francesco Acerbi        |     |     |
| D               | 15 | Bastos                  | 24’ | 36’ |
| C               | 77 | Adam Marušić            | 87’ |     |
| C               | 16 | Marco Parolo            |     |     |
| C               | 6  | Lucas Leiva             | 57’ |     |
| C               | 10 | Luis Alberto            |     | 78’ |
| C               | 19 | Senad Lulić             | 39’ |     |
| A               | 17 | Ciro Immobile           |     | 66’ |
| A               | 11 | Joaquín Correa          |     |     |
| A disposizione: |    |                         |     |     |
| P               | 23 | Guido Guerrieri         |     |     |
| P               | 24 | Silvio Proto            |     |     |
| D               | 4  | Patric                  |     |     |
| D               | 13 | Wallace                 |     |     |
| D               | 14 | Riza Durmisi            |     |     |
| A               | 20 | Felipe Caicedo          |     | 66’ |
| C               | 21 | Sergej Milinković-Savić |     | 78’ |
| C               | 25 | Milan Badelj            |     |     |
| D               | 26 | Ștefan Radu             |     | 36’ |
| C               | 27 | Rômulo                  |     |     |
| A               | 30 | Pedro Neto              |     |     |
| C               | 32 | Danilo Cataldi          |     |     |
| Allenatore:     |    |                         |     |     |
| Simone Inzaghi  |    |                         |     |     |

## Tabellone (fase finale)
|  | Ottavi di finale | Ottavi di finale |       |            | Quarti di finale | Quarti di finale |  |            | Semifinali | Semifinali | Semifinali | Semifinali |  |          | Finale | Finale |
|  |                  |                  |       |            |                  |                  |  |            |            |            |            |            |  |          |        |        |
|  | Torino           | 0                |       |            |                  |                  |  |            |            |            |            |            |  |          |        |        |
|  | Fiorentina       | 2                |       |            |                  |                  |  |            |            |            |            |            |  |          |        |        |
|  | Fiorentina       | 2                |       | Fiorentina | 7                |                  |  |            |            |            |            |            |  |          |        |        |
|  |                  |                  |       | Fiorentina | 7                |                  |  |            |            |            |            |            |  |          |        |        |
|  |                  | Roma             | 1     |            |                  |                  |  |            |            |            |            |            |  |          |        |        |
|  | Roma             | Roma             | 1     | 4          |                  |                  |  |            |            |            |            |            |  |          |        |        |
|  | Roma             |                  |       | 4          |                  |                  |  |            |            |            |            |            |  |          |        |        |
|  | Virtus Entella   | 0                |       |            |                  |                  |  |            |            |            |            |            |  |          |        |        |
|  | Virtus Entella   | 0                |       |            |                  |                  |  | Fiorentina | 3          | 1          | 4          |            |  |          |        |        |
|  |                  |                  |       |            |                  |                  |  | Fiorentina | 3          | 1          | 4          |            |  |          |        |        |
|  |                  | Atalanta         | 3     | 2          | 5                |                  |  |            |            |            |            |            |  |          |        |        |
|  | Cagliari         | Atalanta         | 3     | 2          | 5                | 0                |  |            |            |            |            |            |  |          |        |        |
|  | Cagliari         |                  |       |            |                  | 0                |  |            |            |            |            |            |  |          |        |        |
|  | Atalanta         | 2                |       |            |                  |                  |  |            |            |            |            |            |  |          |        |        |
|  | Atalanta         | 2                |       | Atalanta   | 3                |                  |  |            |            |            |            |            |  |          |        |        |
|  |                  |                  |       | Atalanta   | 3                |                  |  |            |            |            |            |            |  |          |        |        |
|  |                  | Juventus         | 0     |            |                  |                  |  |            |            |            |            |            |  |          |        |        |
|  | Bologna          | Juventus         | 0     | 0          |                  |                  |  |            |            |            |            |            |  |          |        |        |
|  | Bologna          |                  |       | 0          |                  |                  |  |            |            |            |            |            |  |          |        |        |
|  | Juventus         | 2                |       |            |                  |                  |  |            |            |            |            |            |  |          |        |        |
|  | Juventus         | 2                |       |            |                  |                  |  |            |            |            |            |            |  | Atalanta | 0      |        |
|  |                  |                  |       |            |                  |                  |  |            |            |            |            |            |  | Atalanta | 0      |        |
|  |                  | Lazio            | 2     |            |                  |                  |  |            |            |            |            |            |  |          |        |        |
|  | Inter            | Lazio            | 2     | 6          |                  |                  |  |            |            |            |            |            |  |          |        |        |
|  | Inter            |                  |       | 6          |                  |                  |  |            |            |            |            |            |  |          |        |        |
|  | Benevento        | 2                |       |            |                  |                  |  |            |            |            |            |            |  |          |        |        |
|  | Benevento        | 2                |       | Inter      | 1 (3)            |                  |  |            |            |            |            |            |  |          |        |        |
|  |                  |                  |       | Inter      | 1 (3)            |                  |  |            |            |            |            |            |  |          |        |        |
|  |                  | Lazio (dtr)      | 1 (4) |            |                  |                  |  |            |            |            |            |            |  |          |        |        |
|  | Lazio            | Lazio (dtr)      | 1 (4) | 4          |                  |                  |  |            |            |            |            |            |  |          |        |        |
|  | Lazio            |                  |       | 4          |                  |                  |  |            |            |            |            |            |  |          |        |        |
|  | Novara           | 1                |       |            |                  |                  |  |            |            |            |            |            |  |          |        |        |
|  | Novara           | 1                |       |            |                  |                  |  | Lazio      | 0          | 1          | 1          |            |  |          |        |        |
|  |                  |                  |       |            |                  |                  |  | Lazio      | 0          | 1          | 1          |            |  |          |        |        |
|  |                  | Milan            | 0     | 0          | 0                |                  |  |            |            |            |            |            |  |          |        |        |
|  | Sampdoria        | Milan            | 0     | 0          | 0                | 0                |  |            |            |            |            |            |  |          |        |        |
|  | Sampdoria        |                  |       |            |                  | 0                |  |            |            |            |            |            |  |          |        |        |
|  | Milan (dts)      | 2                |       |            |                  |                  |  |            |            |            |            |            |  |          |        |        |
|  | Milan (dts)      | 2                |       | Milan      | 2                |                  |  |            |            |            |            |            |  |          |        |        |
|  |                  |                  |       | Milan      | 2                |                  |  |            |            |            |            |            |  |          |        |        |
|  |                  | Napoli           | 0     |            |                  |                  |  |            |            |            |            |            |  |          |        |        |
|  | Napoli           | Napoli           | 0     | 2          |                  |                  |  |            |            |            |            |            |  |          |        |        |
|  | Napoli           |                  |       | 2          |                  |                  |  |            |            |            |            |            |  |          |        |        |
|  | Sassuolo         | 0                |       |            |                  |                  |  |            |            |            |            |            |  |          |        |        |

## Classifica marcatori
| Gol | Rigori |  | Giocatore               | Squadra              |
| --- | ------ |  | ----------------------- | -------------------- |
| 8   | 2      |  | Krzysztof Piątek        | Genoa (6), Milan (2) |
| 6   |        |  | Federico Chiesa         | Fiorentina           |
| 3   |        |  | Ciro Immobile           | Lazio                |
| 3   |        |  | Luis Muriel             | Fiorentina           |
| 3   |        |  | Mattia Rossetti         | Catania              |
| 3   |        |  | Duván Zapata            | Atalanta             |
| 2   |        |  | Luis Alfageme           | Casertana            |
| 2   |        |  | Filippo Bandinelli      | Benevento            |
| 2   |        |  | Andrea Belotti          | Torino               |
| 2   |        |  | Marco Benassi           | Fiorentina           |
| 2   |        |  | Riccardo Bocalon        | Salernitana          |
| 2   |        |  | Antonio Candreva        | Inter                |
| 2   |        |  | Joaquín Correa          | Lazio                |
| 2   |        |  | Rocco Costantino        | Südtirol             |
| 2   |        |  | Patrick Cutrone         | Milan                |
| 2   |        |  | Alfredo Donnarumma      | Brescia              |
| 2   |        |  | Felice Evacuo           | Trapani              |
| 2   |        |  | Luca Gelonese           | Sambenedettese       |
| 2   |        |  | Simone Icardi           | Virtus Entella       |
| 2   |        |  | Roberto Insigne         | Benevento            |
| 2   |        |  | Francesco Lodi          | Catania              |
| 2   |        |  | Lautaro Martínez        | Inter                |
| 2   |        |  | Sergej Milinković-Savić | Lazio                |
| 2   |        |  | Davide Moscardelli      | Pisa                 |
| 2   |        |  | Riccardo Orsolini       | Bologna              |
| 2   |        |  | Mario Pašalić           | Atalanta             |
| 2   |        |  | Leonardo Pavoletti      | Cagliari             |
| 2   |        |  | Slobodan Rajković       | Palermo              |
| 2   |        |  | Stefano Scappini        | Cittadella           |
| 2   |        |  | Patrik Schick           | Roma                 |
| 2   |        |  | Daniele Sciaudone       | Novara               |
| 2   |        |  | Giovanni Simeone        | Fiorentina           |
| 2   |        |  | Adrian Stoian           | Crotone              |
| 2   |        |  | Jari Vandeputte         | Viterbese Castrense  |
| 2   |        |  | Roberto Zammarini       | Pisa                 |
| 2   | 1      |  | Domenico Berardi        | Sassuolo             |
| 2   | 1      |  | Andrea Bracaletti       | Triestina            |
| 2   | 1      |  | Mattia Marchi           | Feralpisalò          |
| 2   | 1      |  | Nicolás Schiavi         | Novara               |
| 2   | 1      |  | Daniele Vantaggiato     | Ternana              |
| 2   | 2      |  | Mauro Icardi            | Inter                |